# هيرب كلارك
هيرب كلارك هو لاعب هوكي الجليد كندي، ولد في 22 سبتمبر 1887 في كينغستون في كندا، وتوفي في 25 يونيو 1938 في بوسطن في الولايات المتحدة.